# Nazireato

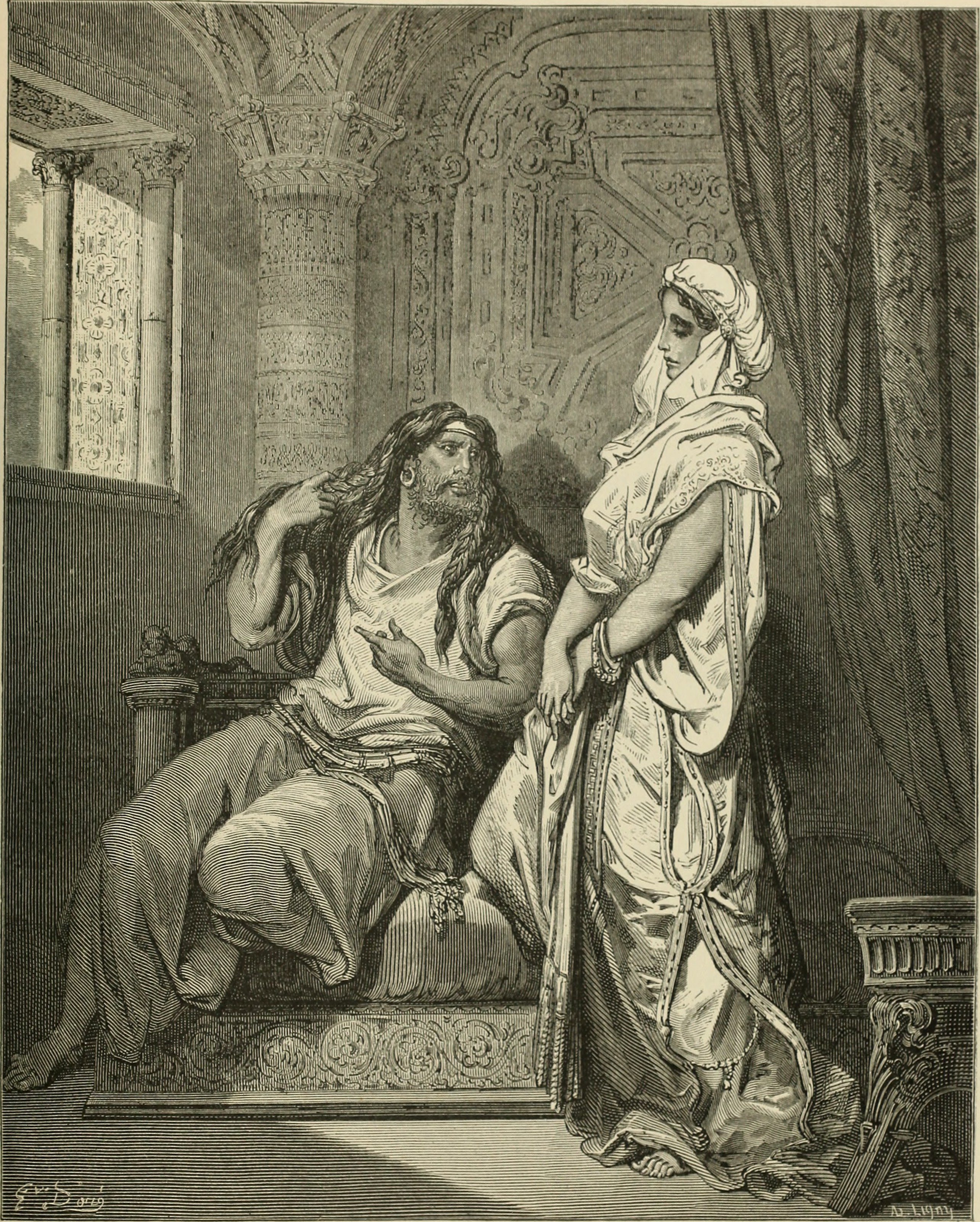
Sansón, uno de los jueces de Israel, fue consagrado como nazareo desde el seno de su madre. Imagen: The Bible panorama, or The Holy Scriptures in picture and story (1891).

El nazireato o nazareato (en hebreo: נזיר, nazir, «segregado» o «apartados para Dios»), es en la Biblia una forma de consagración de una mujer o un hombre hebreo a Yahveh, mediante un voto de cumplir una serie de preceptos de vida. Al consagrado por medio de dicho voto, se le llamaba: nazireo o nazareo. Las prescripciones a seguir, narradas en el capítulo 6 del libro de los Números son: la abstención de vino u otras bebidas embriagantes, no cortarse el cabello y no acercarse a los muertos. Sansón es un ejemplo de nazareo, consagrado como tal desde su nacimiento.

## Etimología
La palabra nazir puede significar en la lengua hebrea, en sentido negativo, «separado», en el libro de Isaías se usa para describir a los pecadores literalmente como «separados de Dios». Sin embargo para referirse a una persona o cosa consagrada a Dios se usa la misma raíz lingüística, por ejemplo, para describir la ofrenda que hace a Yahveh como «separada, puesta aparte». De manera especial, nazir parece tener mucha relación con la cabeza, es nazir el cabello que no se corta, en signo de consagración. Una palabra que parece poseer la misma raíz es nezer, término que usa para designar la corona o la condición de tener un poder real, como en el caso de David. En definitiva, la palabra indica la separación de una persona o cosa que ha sido consagrada a Dios, separada para Dios o precedentemente reservado para Dios.

## Leyes del nazireato
Las leyes que debían seguir se encuentran enumeradas en el capítulo 6 del libro de los Números. Según esta, los que hacían voto de nazireato, estaban obligados a abstenerse de vino y toda bebida alcohólica (incluso del vinagre, jugo de uva y todo producto del viñedo), se debían dejar crecer el cabello como señal de su santidad, se les prohibía acercarse a cualquier cadáver (también el de sus familiares). Las penas para quien infringiese la ley era la deshonra y la consiguiente pérdida de su consagración. Si por accidente un nazareo tocaba un cadáver, debía raparse la cabeza y repetir la operación al séptimo día, al día octavo, debía presentar dos tórtolas o pichones de paloma al santuario, uno para el holocausto y el otro por el pecado cometido. Para volver a consagrarse, el nazareo debía presentar un cordero de un año como ofrenda por el pecado, luego de varias ceremonias y ofrendas, como la rasura de la cabeza y la quema del cabello, el sacerdote le restauraba a su antigua condición.
El voto del nazireato tenía un doble significado. En primer lugar se pretendía la separación de las cosas mundanas y en segundo lugar una mayor plenitud de vida y santidad. Cuando el nazareo terminaba su periodo de consagración, ofrecía un sacrificio a Yahveh y se rapaba la cabeza.

## Nazareos
Los Nazareos podían ser hombres o mujeres. La consagración parece que a sus orígenes era a perpetuidad, pero en la época de los reyes se fue institucionalizando y se hacía por un periodo de tiempo. Solían ser personajes carismáticos y su testimonio consistía en visibilizar ante el pueblo la consagración exclusiva a Yahveh frente a los demás dioses. Entre los nazareos mencionados en la Biblia, destacan Sansón y Samuel. Sansón, uno de los jueces de Israel, fue consagrado nazareo desde el seno de su madre. La narración bíblica le hace poseedor de una fuerza sobrehumana con la cual derrotó a los Filisteos. Samuel fue consagrado por Ana, su madre, desde su nacimiento.
En el Nuevo Testamento, tanto Juan el Bautista como Pablo de Tarso, presentan características que bien podría decirse pertenecen a la institución del nazireato.

## Comiria
El hecho de que un rey sagrado o héroe llevase el cabello sin rasurar y posteriormente fuese cortado por una mujer que lo traiciona y lo despoja de su símbolo de poder, conforma un antiguo ritual pantomímico de origen libio y extendido hacia Grecia conocido como comiria.